# 寸金不讓
《寸金不讓》（英語：Thangalaan）是一部2024年印度泰米爾語動作冒險片，由帕·蘭基斯執導並與泰米爾·普拉巴聯合編劇，泰米爾·普拉巴及阿扎吉亞·佩里耶萬編寫對白，K·E·格納維爾·拉賈的綠色製片室製作。本片由維克拉姆主演並一人分飾五角，帕蘇帕蒂、帕瓦蒂·蒂魯沃圖、馬拉維卡·莫漢南及丹尼爾·卡爾塔吉龍擔任配角。電影講述英國統治時期的印度，一位威猛的地方首領協助英國軍官淘金，但卻激怒了幽魂般存在的女巫。
本片於2021年12月正式宣布，暫定名為《奇亞安61》（Chiyaan 61），意為維克拉姆主演的第61部電影，正式片名於2022年10月公開。電影於同月展開主要拍攝；經歷幾部分的零散拍攝後，2023年7月初殺青。拍攝地點包括欽奈、安得拉邦、馬杜賴和卡納塔克邦。本片的音樂曲目由G·V·普拉卡什·庫馬譜寫，A·基肖爾·庫馬（A. Kishor Kumar）掌鏡，塞爾瓦·R·K（Selva R. K.）負責剪輯。
《寸金不讓》2024年8月15日以標準、3D和EPIQ格式在全球上映，恰逢印度獨立日。影評界對本片的評價褒貶不一，他們稱讚了維克拉姆的表演、GV 普拉卡什·庫馬的音樂、故事情節和動作戲，但批評了歷史謬誤、視覺效果、節奏及劇本。電影票房表現不佳。

## 劇情
1850年，坦加蘭與妻子甘佳瑪及孩子們住在北阿爾科特的維普爾（Veppur）村，身為當地首領兼土地所有者非常受到村民尊敬，而村民們大多是地方大地主的契約農民。坦加蘭一晚向孩子們講了納加（Nagar）部落女巫「阿拉提」的可怕故事；坦加蘭的曾祖父卡代揚隸屬於從河沙中淘金的部落，他與一位國王交易，幫對方占領一座由阿拉提部落守護的礦脈，但他們被阿拉提的巫術欺騙，使國王拿到的金塊只是石頭，使國王氣得砍下了當地一尊释迦牟尼雕像的頭。卡代揚割開了阿拉提的腹部，鮮血奔湧而出，流遍了大地，將沙子變成了黃金。
地主為了奪取坦加蘭的土地，讓手下燒毀了農作物，導致坦加蘭無力納稅。結果，他的土地被轉讓給了地主，而一家人被迫陷入債役。同時，英國軍官克萊門領主抵達維普爾尋找黃金，打算招募村民，以利用他們祖傳的尋金技能。村民們害怕金礦傳說的阿拉提，唯有坦加蘭和兒子亞索卡、村民瓦拉丹、甘古帕塔爾等人踏上了西北之旅。坦加蘭開始出現幻覺，看到阿拉提的存在，並警告他遠離森林，但坦加蘭仍繼續前行；一行人最終克服了河流、黑豹、沙塵暴及蛇等挑戰。
亞索卡在落雷形成的坑洞中發現了被斬首的佛像頭。他們找到了雕像的殘骸，底部有金子的痕跡。但在開採黃金的過程中，閃電擊中了克萊門之子。克萊門發誓要不惜一切代價找到金礦，並感謝坦加蘭帶領他們到達現場，並贈送了自己兒子的衣服。坦加蘭獨自先回到村子，號召全村加入淘金行列，英方承諾給予他們一半的黃金。全村人，包括婦女們，都出發前往這片荒蕪之地，抵達後卻得知同鄉哀嘆被英國及印度中間人剝削，他們的生活必需品被剝奪，只找到了少量的鐵礦和銀礦。亞索卡被阿拉提附身，並警告大家放棄淘金，但坦加蘭仍不放棄。
坦加蘭認定與自己夢中相符的石頭就是礦脈，但在開採時蛇群現身，坦加蘭被阿拉提妨礙，而讓一條蛇咬死了他的小女兒。克萊門心浮氣躁，縮短食物及工資，逼眾人繼續工作。他們發現了一座很深的廢棄礦井，發現了疑似黃金的紋路。克萊門聲稱黃金皆歸自己所有，拒絕讓給村民，並殺死了瓦拉丹及妻子亞拉薩尼。阿拉提利用巫術欺騙了他們，該金子只不過是粘土。他們的定居點在一場大火中被摧毀後，坦加蘭幫飢餓的人們獵殺了一頭公牛，供眾人享用。
後來，坦加蘭鼓動大家繼續深入挖掘，這時阿拉提以現今的化身帶著手下出現，對他們發起進攻。阿拉提制伏了坦加蘭，並用巫術揭示了他的前世。坦加蘭回憶起自己是部落王「亞蘭」亞拉桑，與妻子阿拉提在5世紀一起守護著這片土地的黃金；但亞蘭在與入侵者的作戰被擊敗，他之後幾世的亞迪·墨尼、卡代揚與那達·墨尼皆成為了統治勢力的奴隸，遭受歧視和排斥。在戰鬥的混亂之中，坦加蘭懇求阿拉提，承認他們有責任保護土地，但仍得優先考慮生活；垂死的阿拉提允許他為了村子的福利，前去取黃金。克萊門割開了阿拉提的腹部，憤怒的坦加蘭宣稱這片土地及資源歸屬他們自己，而非外國人，於是殺死了克萊門和其他官員。
坦加蘭獨自一人深入礦井，最終發現了大量天然金，村民們開心歡呼。片尾，當另一批英國人及印度軍隊到來時，坦加蘭與村民們正守在此處。

## 演員
- 維克拉姆飾演
  - 坦加蘭·墨尼（Thangalaan Muni）
  - 卡代揚（Kaadaiyan）
  - 「亞蘭」亞拉桑（Arasan "Aaran"）
  - 亞迪·墨尼（Adhi Muni）
  - 那達·墨尼（Naga Muni）
- 帕蘇帕蒂飾演甘古帕塔爾（Gengupattar）
- 帕瓦蒂·蒂魯沃圖（英语：Parvathy Thiruvothu）飾演甘佳瑪（Gengammal）
- 馬拉維卡·莫漢南飾演阿拉提（Aarathi）
- 丹尼爾·卡爾塔吉龍（英语：Daniel Caltagirone）飾演克萊門領主（Lord Clement）
- 阿南德薩米飾演卡拉薩姆（Kailasam）
- 穆圖·庫馬（Vettai Muthukumar）飾演地主
- 哈里·克里希南飾演瓦拉丹（Varadhan）
- 洛克普·錢德拉庫瑪（Lockup Chandrakumar）飾演穆尼揚（Muniyan）
- 阿俊·普拉巴卡蘭（Arjun Prabhakaran）飾演亞索卡（Asokan）
- 克里什·哈桑（Krish Hassan）飾演甘古帕塔爾之子
- 普莉蒂·卡倫（Preeti Karan）飾演亞拉薩尼（Arasani）
- 波爾瓦·達拉尼（Poorva Dharani）飾演辜納瓦蒂（Gunavathy）
- 班飾演亞瑟（Arthur）
- 伊沙恩（Ishaan）飾演威廉（William）
- 桑帕特·拉姆飾演卡代揚的副手

## 製作

### 發展
導演帕·蘭基斯在拍攝《馬德拉斯》（2014年）期間，曾向演員維克拉姆講述劇本並計劃合作拍攝本片，但他們因分身乏術而使計畫延期。此計畫於2021年9月實現，由K·E·格納維爾·拉賈的綠色製片室出資，蘭基斯的尼拉姆製片公司（Neelam Productions）亦參與製作。12月2日，製片方正式宣布了本項目，電影暫定名為《奇亞安61》（Chiyaan 61），意為維克拉姆主演的第61部電影。蘭基斯在2022年5月的一次媒體互動中表示，本片以19 世紀卡納塔克邦的科拉爾金礦區為背景，圍繞著工人階級的礦工發掘黃金的時代劇。10月23日排燈節前夕，官方宣布正式片名為《寸金不讓》。

### 前期製作
蘭基斯在《國民之星》（2018年）上映後起草了劇本，將其自稱為夢想之作。直到他發現劇本與《科拉爾金礦》系列電影過於相似，於是停筆並展開重寫。他於2022年初將劇本的初稿交給了塔米奇·普拉巴，普拉巴透露故事中運用了隱喻元素。普拉巴查閱了各種資料來完善劇本，如芬妮·艾蜜莉·潘妮的紀實小說《危險生活》（Living Dangerously）以及多本關於泰米爾民間傳說的小說。除此之外，他還參觀了科拉爾金礦區，了解此處的地形及人民，並從金礦工作者的後代那收集資訊。阿扎吉亞·佩里耶萬也與普拉巴及蘭基斯共同參與劇本創作，並撰寫了對白。
片方指定G·V·普拉卡什·庫馬為本片的音樂作曲家，否認了最初有關阿尼魯德·拉維昌德參與的報導。A·基肖爾·庫馬（A. Kishor Kumar）負責攝影，他之前曾與蘭基斯合作拍攝了《流星劃破夜空時》（2022年），計劃以3D格式拍攝《寸金不讓》，而不是傳統的將2D後製成3D。剪輯師塞爾瓦·R·K（Selva R. K.）、美術指導S·S·穆爾蒂（S. S. Moorthy）、特技指導桑納·山姆（Sunner Sam）以及劇裝設計師艾根·埃坎巴拉姆（Aegan Ekambaram）與阿尼莎·桑德雷桑（Anitha Sundaresan）被片方聘為技術團隊的成員。西瓦庫馬爾（Sivakumar）和桑傑·魯佩什（Sanjay Rupesh）分別擔任製片總監、執行製片人。

### 選角
2022年7月，拉德西卡·阿普泰和拉什米卡·曼丹娜簽約扮演女主角，但兩人皆因工作檔期衝突而退出，帕瓦蒂·蒂魯沃圖及馬拉維卡·莫漢南取代之。馬拉維卡在片中飾演的阿拉提（Aarathi），她稱阿拉提可謂自己演過最高強度考驗體能的角色。她為準備角色而學習了西蘭巴姆，並遵循嚴格的飲食計畫。蘭基斯還讓馬拉維卡觀看了美國電影《女王》（2022年），「以觀察片中女性的體格、力量，以及在權力面前的神態自若」。蘭基斯從科拉爾金礦區一位神靈那獲得了該角的靈感，此神靈被認為是當地的保護者。馬拉維卡補充：「因為這位巫婆般的身影，踏足此地之人無一倖免，這則故事目的可能是為了嚇唬那些貪婪之人，讓他們遠離金礦。」
2022年10月，帕瓦蒂確認出演本片，此前她已與維克拉姆多次合作，如《非同尋常》（2003年）、《阿魯爾》（2004年）、《馬哈》（2005年）及《十秒倒計數》（2015年），也曾在《拳族》（2021年）與蘭基斯合作過。英格蘭演員丹尼爾·卡爾塔吉龍飾演前往金礦區尋找黃金的退休軍官克萊門（Clement）。卡爾塔吉龍表示，自己的角色與其他以刻板方式描寫的白人角色不同。更補充：「我和蘭基斯談過，他解釋這些故事皆以印度為中心，想到聘請一位英國演員來扮演英國殖民者。在早期的同類電影中，英國演員或多或少有過精彩的表演，但蘭基斯對我的角色的處理則截然不同。」

### 拍攝
《寸金不讓》2022年10月12日在欽奈展開主要拍攝，花了三天的時間在當地進行試拍和初步拍攝。隨後，劇組前往丘德达帕小型訓練一週。10月下旬，劇組前往馬杜賴，拍攝馬拉維卡和維克拉姆的動作戲。劇組經過一個月的拍攝，12月初轉移到霍格納卡爾瀑布拍攝部分片段。同月在馬爾地夫拍攝了幾場戲，馬拉維卡參與其中。一週後，維克拉姆被外界目擊到在科拉爾金礦區拍片，也抽空與粉絲互動；他的身影在社群媒體上流傳。
第二階段的拍攝2023年1月5日在欽奈的一座電影城開拍，所有主要角色的戲份都在此階段拍攝，唯獨馬拉維卡直到2月份才加入拍攝。為期一個月的拍攝計畫於2月中旬結束，而第三階段的拍攝隨後在科拉爾金礦區展開，持續了六週。同月，卡爾塔吉龍開始與其他主演拍攝自己的戲份。截至2023年3月，電影的拍攝只剩下15天，其中10天在欽奈，五天在馬杜賴。第三階段拍攝於4月7日完工，因維克拉姆正參與《龐妮·塞爾文二部曲》（2023年）的宣傳活動，本片劇組休息了一個月。
最終階段拍攝始於2023年5月2日。在拍攝期間，維克拉姆在排練時肋骨受傷，導致拍攝暫停。他被建議休息一個月以恢復體力，導致拍攝作業推遲。6月12日，電影恢復拍攝，維克拉姆、馬拉維卡、帕瓦蒂與其他配角演員大多參與。拍攝於7月5日宣告殺青。但蘭基斯對部分鏡頭不滿意，電影於12月下旬重新進行拍攝。他在媒體互動中表示，大部分配角演員都已回到了其他項目的劇組，唯獨維克拉姆配合了重拍。本片的拍攝共耗時120個工作天。

### 後期製作
參與了蘭基斯所有電影製作的安東尼·BJ·魯班（Anthony BJ Ruban）負責了音效設計。11月21日，馬拉維卡開始為本片配音，並在10天內完成。維克拉姆在12月完成了自己的配音。Hybrid360公司負責處理視覺效果，由R·森蒂爾·庫馬（R. Senthil Kumar）負責監督。G·V·普拉卡什·庫馬於2024年4月中旬開始譜寫背景音樂；於2024年7月1日完成。7月26日，電影被送往中央電影認證委員會受審，在未經任何剪輯之下獲得了U/A證書，最終片長為156分鐘。最後的混音工作於8月13日完成，即電影上映前兩天。

## 音樂
背景音樂由G·V·普拉卡什·庫馬譜寫，成為他與維克拉姆繼《上帝赐予我的女儿》（2011年）及《濕婆之舞》（2012年）之後的第三次合作。電影原聲帶收錄了五首歌曲，其中的〈閃亮亮〉（Minikki Minikki）和〈坦加蘭戰歌〉（Thangalaan War Song）分別於7月17日、8月2日發表。原聲帶於2024年8月11日由叢林音樂公司發行。

## 行銷
在維克拉姆生日（2023年4月17日）之際，製片方發布了《寸金不讓》的獨家幕後花絮影片。2023年11月1日，《寸金不讓》的官方預告片於欽奈的薩蒂亞姆戲院（Sathyam Cinemas）舉行的特別活動上發表，演員和工作人員均出席了活動。泰盧固語版預告片發表於海得拉巴的AMB戲院首支正式預告片2024年7月10日於網上發表。
2024年8月4日至6日，片方在海得拉巴、欽奈和班加羅爾舉行了映前活動。宣傳活動最初計劃於8月1日在科契展開，但出於對2024年印度喀拉拉邦山体滑坡遇難者的尊重而被取消。喀拉拉邦發行人戈庫拉姆·戈帕蘭（Gokulam Gopalan）補充，促銷活動的費用將捐給喀拉拉邦首席部長救災基金（Kerala Chief Minister's Distress Relief Fund）。

## 發行

### 院線
《寸金不讓》2024年8月15日以標準、3D和EPIQ格式在全球上映，恰逢印度獨立日。本片最初預定2024年1月26日於印度共和国日上映。2023年12月中旬，有報導稱製片方希望電影先在影展上展映，然後才在全球上映，導致上映延期。2024年1月15日，龐格爾節之際，製片人發表了一張海報，宣布《寸金不讓》暫定2024年4月上映。但電影的上映再次延期。印地語配音版於2024年9月6日上映。
本片入選第54屆鹿特丹影展的聚光燈（Limelight）單元，於2025年2月展映。

### 發行商
本片由卡納塔克邦的KVN製片公司（KVN Productions）以泰米爾語、印地語、泰盧固語、卡納達語和馬拉雅拉姆語發行。電影的馬拉雅拉姆院線版權透過夢想大電影（Dream Big Films）出售給了斯里·格庫拉姆電影（Sree Gokulam Movies）。電影在尼札姆（Nizam）地區的泰盧固院線發行由米斯里電影製作室負責。

### 家用媒體
Netflix以3.5億盧比的價格購買了《寸金不讓》的數位串流版權。電影原定2024年9月20日在Netflix上首映，但延期。直到2024年12月10日起才在Netflix上以印地語、泰米爾語、泰盧固語、馬拉雅拉姆語和卡納達語上線。

## 反響

### 票房
《寸金不讓》雖然在獨立日當天取得2.6億盧比的票房佳績，但後勁不足，導致最終票房不佳。據Pinkvilla網站的報導，本片在泰米爾納德邦的票房為3.7億盧比，輸給競爭對手《德蒙特庄园2》；在泰盧固各邦表現較佳，達1.175億盧比；卡納塔克邦及喀拉拉邦則分別貢獻了3600萬盧比、3000萬盧比；北印度市場的票房僅1400萬盧比。全球票房僅7.2億盧比，表現令人失望，Pinkvilla認為口碑不佳、吸引力有限是失利主因。《政治家報》和Zee News網站報導的全球票房數據則為10億盧比，綠色製片室也自行宣布此消息。

### 評價
《寸金不讓》在影評界的口碑褒貶不一，他們稱讚了主演陣容的演出以及G·V·普拉卡什·庫馬的背景音樂，但批評了歷史謬誤、視覺效果、劇本與寫作。
《印度時報》的M·蘇甘達（M Suganth）給出了4／5星的評分，並評論：「本片堪稱真正的大銀幕體驗，令觀眾沉浸在電影的世界中，並對引人入勝的視覺效果、緊張刺激的劇情著迷不已。」Times Now網站的羅希特·帕尼克（Rohit Panikker）同樣打出4／5分並稱：「《寸金不讓》精心打造，從視覺到內涵，觀影體驗極佳。為此證明，只要故事情節引人入勝，魔幻寫實、時代劇也能像任何大眾的瑪撒拉電影一樣成功。總而言之，電影能令人充分感受到製作團隊的誠意，絕對值得一看。」《印度快報》的阿維納什·拉維昌德蘭（Avinash Ravichandran）的評分為3／5星，並在評論中寫道：「蘭基斯在《寸金不讓》中嘗試了大膽敘事，但過於新穎的元素加上技術細節並不能妥善彌補，電影有時讓人望而卻步。」
《印度教徒報》的戈皮納斯·拉金德蘭（Gopinath Rajendran）評論：「維克拉姆與帕·蘭基斯的《寸金不讓》既引人入勝卻又語無倫次，令人印象深刻的表演及難忘的片段就像篩出的金子般脫穎而出。」《新印度快報》的蘇迪爾·斯里尼瓦桑（Sudhir Srinivasan）給出了3／5星的評分並認為《寸金不讓》雖然「並不耀眼」，但故事的實驗性質、拍攝技巧上的巧思以及高潮的引人注目足以為電影貼金。《今日印度》的賈納尼·K（Janani K）則為本片打了2／5星，並在評論中寫道：「無論如何，《寸金不讓》的劇本太抽象了，可能不適合每個人，似乎可謂導演帕·蘭基斯作品中的低點。」《印度斯坦時報》的拉莎·斯里尼瓦桑（Latha Srinivasan）撰文：「在本片中飾演坦加蘭的維克拉姆超越了自我，再次展現了他的才華及奉獻精神。維克拉姆無論感情戲還是動作戲，都能令人感受到他所經歷的種種情感。」
據印度教徒人權組織的撰文，《寸金不讓》描述了「邊緣化群體在反抗當地壓迫的鬥爭中往往別無選擇，只能與殖民勢力結盟……與印度根深蒂固的種姓、封建制度相比，英國人還不算那麼邪惡。」此觀點頗具爭議，畢竟大多數觀眾並不了解殖民時期及當代背景下壓迫的複雜程度。

### 獎項
| 獎項                | 頒獎日期      | 類別                     | 得獎或提名者                           | 結果 | 來源   |
| ------------------- | ------------- | ------------------------ | -------------------------------------- | ---- | ------ |
| 阿南達·維卡坦電影獎 | 2025年6月13日 | 最佳音樂總監（背景音樂） | G·V·普拉卡什·庫馬                      | 獲獎 | [ 96 ] |
| 阿南達·維卡坦電影獎 | 2025年6月13日 | 最佳化妝                 | 維諾德·蘇庫馬蘭（Vinoth Sukumaran）、巴爾薩澤·湯姆（Balthazar Tom） | 獲獎 | [ 96 ] |

## 未來
2024年8月17日，維克拉姆及蘭基斯證實《寸金不讓》有望推出續集，續集的製作將取決於導演的日程安排。

## 備註
1. ↑  據報導，《寸金不讓》的全球票房在7.2億盧比（Pinkvilla[4]）至10億盧比（《政治家報（英语：The Statesman (India)）》[5]和Zee News（英语：Zee News）[6]）之間。
2. ↑  泰米爾語片名為，直譯為「坦加蘭」，意為「黃金之子」。
3. ↑  《印度時報》則報導為155分鐘[58]。

## 外部連結
- 互联网电影数据库（IMDb）上《寸金不讓》的资料（英文）